# Resolució 1929 del Consell de Seguretat de les Nacions Unides
La Resolució 1929 del Consell de Seguretat de les Nacions Unides fou adoptada el 9 de juny de 2010. Després de recordar les resolucions 1696 (2006), 1737 (2006), 1747 (2007), 1803 (2008), 1835 (2008) i 1887 (2009) referents a la no proliferació d'armes nuclears i el programa nuclear de l'Iran, el Consell va declarar que Iran no havia demostrat que s'haguessin suspès totes les activitats relacionades amb l'enriquiment i reprocesament d'urani. Per aquest incompliment, la resolució va recollir una sèrie de noves sancions a l'Iran, inclòs determinat armament pesat, bloqueig de transaccions financeres i la inspecció de càrregues sospitoses enviades per mar o aire al país.
La resolució, a proposta de França i Regne Unit, va ser aprovada per 12 vots a favor, una abstenció per part del Líban i els vots en contra de Turquia i Brasil. Per als representants d'aquests tres països, la resolució 1929 podia truncar els esforços diplomàtics realitzats fins avui, mentre que les sancions representaven un fracàs de la diplomàcia.

## Resolució

### Observacions
En el preàmbul de la resolució, el Consell de Seguretat va reafirmar el seu compromís amb el Tractat de No Proliferació Nuclear, amb les seves disposicions i amb les obligacions que deriven d'ell. També es recorda que segons la resolució GOV/2006/14 de la Junta de Governadors de l'Organisme Internacional d'Energia Atòmica (OIEA) una solució de la qüestió nuclear iraniana contribuiria als esforços de no proliferació mundials i a l'assoliment de l'objectiu encaminat a crear en l'Orient Mitjà una zona lliure d'armes de destrucció en massa, inclosos els seus sistemes vectors. No obstant això, segons el text introductori de la resolució, Iran no havia cooperat amb l'OIEA en aquelles qüestions que suscitaven preocupació, havent de ser aclarides per excloure la possibilitat que el programa nuclear de l'Iran tingués dimensions militars. Va resultar especialment preocupant per al Consell de Seguretat la participació dels Cossos de la Guàrdia Revolucionària Islàmica en activitats del seu programa atòmic, que eren estratègiques per a la proliferació nuclear; la construcció de la planta d'enriquiment de Qom, que contravenia la resolució GOV/2009/82 de l'OIEA; i l'enriquiment d'urani fins a un 20% sense la seva notificació pertinent a l'OIEA.
El Consell de Seguretat va reconèixer que l' accés a fonts d'energia diverses i fiables era decisiu per al creixement i desenvolupament sostenible de l'Iran, podent existir vinculacions entre els ingressos derivats del seu sector energètic i el finançament de les activitats nuclears. Es va instar a l'Iran a ratificar amb premura el Tractat de prohibició completa d'assajos nuclears, destacant que Alemanya, Xina, Estats Units, Rússia, França i el Regne Unit estaven disposats a mesures concretes addicionals a fi d'estudiar una estratègia general per solucionar la qüestió nuclear iraniana mitjançant la negociació, confirmant que una vegada es restableixi la confiança de la comunitat internacional en el caràcter exclusivament pacífic del programa nuclear de l'Iran, se li donarà el mateix tracte que a qualsevol dels altres Estats no posseïdors d'armes nuclears que són parts en el Tractat sobre la no proliferació de les armes nuclears.

### Accions
D'acord amb l'Article 41 del Capítol VII de la Carta de les Nacions Unides, el Consell de Seguretat va determinar que Iran no havia complert amb els requisits establerts per la Junta de Governadors de l'OIEA ni amb les resolucions del propi Consell de Seguretat 1696 (2006), 1737 (2006), 1747 (2007) i 1803 (2008); reafirmant-se en què havia de complir-les sense demora. Es va indicar que Iran havia d'adoptar sense tardança amb les mesures exigides per l'OIEA en les seves resolucions GOV/2006/14 i GOV/2009/82 de la Junta de Governadors, perquè segons el parer del Consell eren essencials per fomentar la confiança en les finalitats exclusivament pacífiques del seu programa nuclear. Iran havia de resoldre també els seriosos dubtes plantejats sobre la planta d'enriquiment de Qom, perquè incomplia la seva obligació de suspendre totes les activitats relacionades amb l'enriquiment d'urani. La resolució va acordar que Iran no hauria d'adquirir interessos en activitats comercials d'un altre Estat que comportin l'extracció d'urani o la producció o ús dels materials i tecnologies nuclears.
Altres disposicions de la resolució 1929 incloïen:
- Iran no hauria de dur a terme cap activitat relacionada amb míssils balístics capaços de transportar armes nuclears. Es va instar els Estats membres de l'Organització a impedir la transferència de tecnologia relacionada amb aquest armament.
- Restricció de trànsit i accés al territori dels països membres de l'Organització a determinades persones vinculades amb el programa nuclear de l'Iran o entitats al seu torn també vinculades. L'annex 1 de la resolució va incloure un llista de persones i entitats relacionades.
- Vigilància sobre transaccions financeres relacionades amb el Cos de Guardians de la Revolució Islàmica i que podrien contribuir al desenvolupament d'activitats nuclears estratègiques des del punt de vista militar o amb el desenvolupament de vectors d'armes.
- Amb arranjament amb el dret internacional, en particular amb el dret del mar i amb els acords sobre aviació comercial, la resolució va exhortar als Estats membres a inspeccionar càrrega procedent o destinació a l'Iran si existissin motius fundats per creure que contenen articles prohibits en virtut de les resolucions 1737, 1747, 1803 o la mateixa 1929.
- Es va observar que els Estats tenen potestat per inspeccionar en alta mar naus sobre les quals existeixin les mateixes sospites de portar càrrega prohibida o amb destinació a l'Iran.
- Es va exhortar als Estats membres a prendre mesures adequades que impedeixin moviments financers si existeix informació que aquests podrien servir per finançar activitats nuclears relacionades amb la proliferació o producció de vectors d'armes nuclears.